# Lars Beckman (genetiker)
Lars Edvard August Beckman, född 5 maj 1928 i Skellefteå, död 5 oktober 2005 i Sundsvall, var en svensk genetiker samt rektor för Umeå universitet 1973–1992.
Beckman blev filosofie doktor och docent 1959 vid Uppsala universitet på avhandlingen A contribution to the physical anthropology and population genetics of Sweden: variations of the ABO, Rh, MN and P blood groups.
Han var gästprofessor vid University of Hawaii 1963–1964, och 1967–1968 professor vid samma lärosäte. År 1964 erhöll han en forskartjänst vid Statens medicinska forskningsråd i Uppsala, där han 1971 blev biträdande professor i klinisk genetik. Till Umeå universitet kom han 1967, först som forskare inom Medicinska forskningsrådet och från 1971 som biträdande professor i klinisk genetik, och verkade åren 1973–1992 som universitetets rektor. År 1979 utsågs han till  professor i medicinsk genetik vid Umeå universitet. Beckmans forskning har framför allt varit inriktad på ärftliga sjukdomar i Norrland samt inslaget av finnar och samer i den norrländska befolkningen.
Beckman satt åren 1970–1974 i Umeå kommunfullmäktige. År 1973 blev han rådgivare vid Världshälsoorganisationen och år 1976 ledamot av Socialstyrelsens vetenskapliga råd.
År 1985 blev Lars Beckman medicine hedersdoktor vid Umeå universitet. Han är begravd på Uppsala gamla kyrkogård.